# ’N Sync
Az ’N Sync (vagy *NSYNC) egy amerikai fiúcsapat, a 90-es évek közepén érték el első sikerüket, sikeres albumaik az *NSYNC, No Strings Attached és a Celebrity. A zenekar 1995-ben alakult a floridai Orlandoban, tagjai: Lance Bass, Justin Timberlake, Joey Fatone, Chris Kirkpatrick, és JC Chasez. A csapat neve a tagok neveinek betűiből tevődik össze: JustiN, ChriS, JoeY, LancetoN és JC .

## Diszkográfia
- 1997-1998: *NSYNC
- 1998: Home for Christmas
- 1998 The Winter Album
- 2000: No Strings Attached
- 2001: Celebrity